# Zilora nuda
Zilora nuda is een keversoort uit de familie zwamspartelkevers (Melandryidae). De wetenschappelijke naam van de soort werd in 1877 gepubliceerd door Provancher.